# Athena-Fidus
O Athena-Fidus é um satélite de comunicação geoestacionário militar franco-italiano construído pela Thales Alenia Space. Ele está localizado na posição orbital de 25 graus de longitude leste e é operado em conjunto pelo Direction générale de l'armement (DGA), pelo Centre national d'études spatiales (CNES), pelo Ministério da Defesa italiano e pela Agência Espacial Italiana (ASI). O satélite foi baseado na plataforma Spacebus-4000B2 e sua expectativa de vida útil é de 15 anos.

## Lançamento
O satélite foi lançado com sucesso ao espaço no dia 06 de fevereiro de 2014 às 21:30:00 UTC, por meio de um veiculo Ariane 5ECA lançado a partir do Centro Espacial de Kourou, na Guiana Francesa, juntamente com o satélite ABS-2. Ele tinha uma massa de lançamento de 3 080 kg.

## Capacidade e cobertura
O Athena-Fidus é equipado com EHF e 23 transponders de banda Ka para fornecer serviços de telecomunicações via satélite de banda larga para as forças armadas francesas, belgas e italianos e os serviços franceses e italianos de proteção civil. O satélite foi testado na posição orbital de 37,8 graus de longitude leste.

## veja também
- SICRAL (satélite)
- Syracuse (satélite)